# Кирило Летовт
Каєтан Кирило Летовт (біл. Кірыл Летаўт; 1801, Російська імперія — 1 січня 1892, Львів) — греко-католицький ієромонах-василіянин з Благовіщенського монастиря в Малих Лядах, що став відомим як останній василіянин історичної Литви (або останній білоруський василіянин).

## Життєпис
Точне місце народження Кирила Летовта невідоме. Рід Летовтів був досить поширеним у Великому князівстві Литовському, через що важко визначити, з якої частини Білорусі він походив. Ян Пазняк зазначив, що «прізвище Letaut чітко говорить про те, що він „gente Lituanus“ і народився десь у Литві між 1800 та 1810 роками». Сам чернець відчував себе поляком у культурному плані й був ревним польським патріотом, як і переважна більшість його товаришів у той час.
У 1820 році склав вічні обіти у Василіянському Чині й в 1826 році був висвячений на священника. З 1826 по 1831 рр. Кирило Летовт служив проповідником у монастирі в Лядах (нині село Малі Ляди Смолевицького району). Ще в 1831 році, коли після повстання розпочалися переслідування василіян, Летовт як «упорный» був відправлений до в'язниці в Тадулинський монастир, який, серед інших монастирів, був також місцем заслання для василіян.
До 1839 року Летовт перебував у Тадулинському монастирі й був «понижений» до церковного прислужника. Г. І. Шевельський писав, що ченці погано сприйняли звістку про скасування Брестської унії та згадав ім'я о. Кирила Летовта, який «рішуче відмовився від возз'єднання». Г. І. Шевельський помилково стверджував, що Летовт приєднався до православної церкви у 1846 році, але насправді після Тадулинського монастиря він був відправлений єпископом Василем Лужинським до Полоцького Богоявленського монастиря.
У некролозі о. Кирила, опублікованому в «Кур'єрі Познанському», подано, що останній василіянин прожив у вигнанні 30 років, в тому числі й в Смоленську. У 1855–1857 рр. «покутував» у Пафнутієво-Боровському монастирі біля Калуги. Летовт був звільнений із монастирської тюрми лише за царювання Олександра II, і після цього перебував на Полоччині та Вітебщині.
Через деякий час після отримання свободи о. Кирило Летовт проживав у Вільнюсі, де дружив з Ренігерами та Максевичами, а також потоваришував із суддею Казимиром Максевичем. Для своїх друзів о. Кирило робив фотографії у вільнюській студії Юзефа Чаховича. Редактор «Білоруської криниці» по одній із таких фотографій охарактеризував василіянина як «старого чоловіка з благородними та сповненими доброти рисами обличчя». Після повстання 1863–1864 років переслідування уніатів відновилося. Ховаючись, він проживав у будинку Мамерта Ренігера, де щодня служив Літургію. Також у той час у Летовта дуже погіршився зір.
Кирило Летовт сумував за монастирським життям, тож через деякий час Казимир Максевич відвіз його до василіянського монастиря у Добромилі (Східна Галичина). Летовта перевезли через добре охоронюваний кордон у невеликому возі, одягненим в селянський одяг. 6 серпня 1885 року чернець написав листа до Казимира Маскевича, де згадав і поклонився лікарям, які відвідували його у Вільнюсі. Це був останній власноручно написаний лист о. Кирила, після чого він повністю втратив зір і послуговувався секретарем (секретарем спочатку був Єремія Ламницький, потім — Діонисій Ткачук). У листі від 2 травня 1889 року міститься приписка Діонисія Ткачука, в якій ідеться про те, що «на своєму 90-му році життя о. Летовт цілком здоровий». У наступному листі від 24 жовтня 1890 року василіянин згадував про допомогу від російського уряду, а саме про призначене йому міністром утримання у розмірі 99 рублів.
Після цього Кирило Летовт прожив ще півроку і помер від гангрени. Похорон відбувся в першу неділю січня 1892 року. Богослужіння проводив греко-католицький священик-інфулат, а на похоронах були присутні багато духовенства обох обрядів. Похований у Львові на Личаківському цвинтарі.
10 січня 1892 року «Кур'єр Познанський» повідомив: «О. Кирило Летовт, останній василіянин колишньої литовської провінції, сумна жертва Семашка, який гнітив його до кінця його життя, помер 1 січня цього року у львівському монастирі отців василіян… Раніше, 26 листопада 1887 року, в цьому ж монастирі помер товариш о. Кирила, о. Самуїл Чарноруцький, передостанній василіянин із Литви, якому раніше вдалося втекти з рук Москви».

## Сім'я
У листі від 16 липня 1888 р. Кирило Летовт вперше згадав про свого стриєчного брата, зятя померлого брата Врублевського, власника хутора. У нього також була рідна сестра, до якої він не мав довіри.